# Liane Haid
Liane Haid, nata Juliane Haid (Vienna, 16 agosto 1895 – Köniz, 28 novembre 2000), è stata un'attrice austriaca.

## Biografia
Apprese dall'infanzia a cantare e a danzare, divenendo ballerina all'Opera di Vienna. Del 1915 fu il suo primo film, il patriottico Mit Herz und Hand fürs Vaterland dei coniugi Jacob Fleck e Luise Kolm. Seguiranno ben 90 film, quasi tutti girati in Germania, da Lady Hamilton del 1921, diretto da Richard Oswald al Die fünf Karnickel del 1953.
Nel 1923 aveva sposato il barone Fritz von Haymerle, dal quale divorziò nel 1932 per sposare il collega Hans Somborn, col quale ebbe il figlio Pierre. Divorziata ancora, dopo aver interpretato nel 1937 uno dei suoi ultimi film, Peter im Schnee, sposò Carl Spycher, un medico svizzero col quale viaggiò spesso nei paesi tropicali, e con il quale si trasferì definitivamente in Svizzera.
Anche la sorella Gert (1900-1938) fu attrice e morì prematuramente in un incidente aereo. Liane Haid morì a Köniz, presso Berna, nel 2000 a ben 105 anni di età, e le sue spoglie furono inumate nel Dornbacher Friedhof di Vienna.

## Filmografia parziale
- Mit Herz und Hand fürs Vaterland (1915)
- Auf der Höhe (1916)
- Lebenswogen (1917)
- Der König amüsiert sich (1918)
- Die Ahnfrau (1919)
- Eva, die Sünde (1920)
- Lady Hamilton (1921)
- Lucrezia Borgia (1922)
- Schlagende Wetter (1923)
- Southern Love (1924)
- Ich liebe dich (1925)
- Die Brüder Schellenberg (1926)
- Die Czardasfürstin (1927)
- Der letzte Walzer, regia di Arthur Robinson (1927)
- L'agente segreto della Pompadour (1928)
- S.O.S. Schiff in Not (1929)
- L'immortale vagabondo (1930)
- La canzone è finita (1930)
- Anima di clown (1931)
- Il ventaglio della Pompadour (1931)
- La cugina di Varsavia (1931)
- Don Giovanni in tuta (1932)
- L'Orloff (1932)
- Keine Angst vor Liebe (1933)
- Besuch am Abend (1934)
- Tanzmusik (1935)
- Desiderata (1936)
- L'amore imperfetto (1940)
- Die fünf Karnickel (1953)